# Metis jousseaumei
Metis jousseaumei är en kräftdjursart som först beskrevs av Richard 1892.  Metis jousseaumei ingår i släktet Metis och familjen Metidae. Inga underarter finns listade i Catalogue of Life.